# 海老名エフエム放送

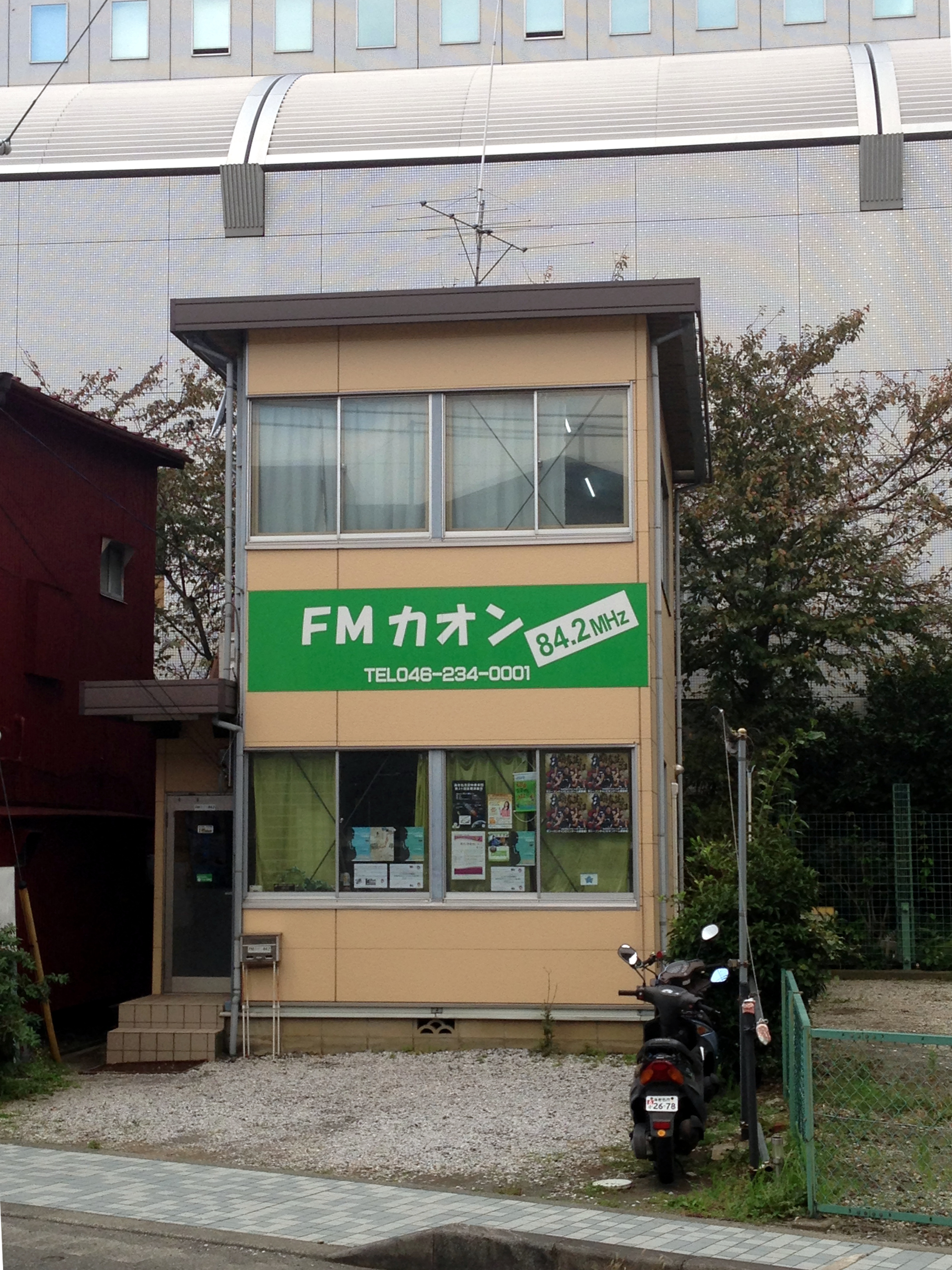
旧局舎（2013年11月撮影）

海老名エフエム放送株式会社（えびなエフエムほうそう）は、神奈川県海老名市の一部地域を放送対象地域として超短波放送（FM放送）を営む特定地上基幹放送事業者である。FMカオンの愛称でコミュニティ放送を行っている。

## 概要
2011年（平成23年）開局。
神奈川県で13番目に開局した。
海老名市内の有志によって結成されたクラシック音楽グループ「カオン音楽事務局」が中心となり設立された。代表取締役社長の金子純子他1名がマスメディア集中排除原則にいう支配関係にある。
開局当初の本社・演奏所（スタジオ）は海老名市中央にあったが、2015年（平成27年）に海老名市国分南1丁目に移転した。送信所は国分南3丁目にあり、放送局（現・特定地上基幹放送局）の呼出符号はJOZZ3BW-FM、呼出名称はえびなエフエム、周波数84.2MHz、空中線電力15Wで送信している。放送区域は海老名市、厚木市、綾瀬市、座間市及び高座郡寒川町の各一部地域。
インターネット配信はSimulRadioとListenRadioによる。
聴取エリアは厚木市、海老名市及び綾瀬市、座間市、寒川町、伊勢原市の一部と称している。
ワイド番組では曜日別に取り上げる市町が決まっており、他のコミュニティ局では見られない特色となっている。
- 月曜日…海老名市
- 火曜日…綾瀬市
- 水曜日…座間市
- 木曜日…寒川町・伊勢原市
- 金曜日…厚木市

「夢みみごこち、大人のラジオ」をキャッチフレーズとし、クラシック音楽番組・地域の買物番組を放送し、外来語の使用をできるだけ控えるなど、中高年を対象とした編成をしている。
自社制作番組以外ではミュージックバードを放送しているが、コミュニティチャンネルではなく、他ジャンルの音楽を放送している。
海老名警察署、厚木警察署、座間警察署とは地域安全に関する協定を締結している。

## 沿革
- 1995年（平成7年）7月 - カオン音楽事務局設立。
- 2010年（平成22年）
  - 7月 - 海老名エフエム放送株式会社設立[3]。
  - 12月16日 - 放送局の予備免許取得[2]。
- 2011年（平成23年）
  - 2月18日 - 放送局の免許取得[4]。
  - 2月22日 - 開局[3][4]。
- 2012年（平成24年）7月2日 - SimulRadioによるインターネット配信開始。
- 2013年（平成25年）
  - 4月25日 - 海老名警察署と「安全・安心まちづくり協定」を締結[5]。
  - 8月5日 - 厚木警察署と「地域安全に関する協定」を締結[5]。
- 2015年（平成27年）8月末 - 本社・スタジオを海老名市中央から国分南に移転。
- 2016年（平成28年）10月21日 - 座間警察署と「地域安全に関する協定」を締結[5]

## 番組
- 情報842
- 県央ラジオ842
- ホッ!とタイム
  - 番組内コーナーの「県央の輪」は開局当初から続いているコーナーで、かつて放送されていた森田一義アワー 笑っていいとも!のテレフォンショッキングのように、その週のゲストが翌週のゲストを紹介していくものである[6]。平日5日分のコーナーを集約させた県央の輪DXが週末に放送される。
- ミューズの世界旅行
- ミューズの演奏会
- アニっくま
- 平沢匡朗『クラシックの調べ』
- 笠原涼二と森脇和成の爆走劇場-今夜は俺らについてこい-